# Comarca del Arlanza

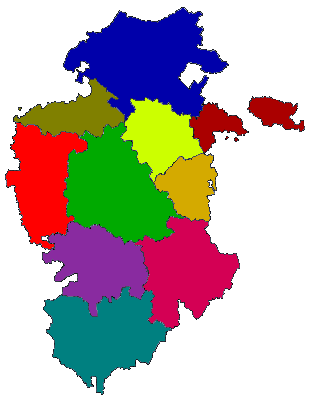
Mapa de les comarques de Burgos.
Las Merindades
La Bureba
Ebro
Páramos
Odra y Pisuerga
Alfoz de Burgos
Montes de Oca
Arlanza
Sierra de la Demanda
Ribera del Duero

La Comarca del Arlanza és una de les comarques de la província de Burgos a la zona central-sud de la província. El cap comarcal és Lerma. Limita amb la província de Palència i les comarques de Sierra de la Demanda, Ribera del Duero, Alfoz de Burgos i Odra-Pisuerga. Pertany totalment a la conca del Duero i està banyada pel riu Arlanza, del que en pren el nom. Els seus vins tenen denominació d'origen.

## Municipis

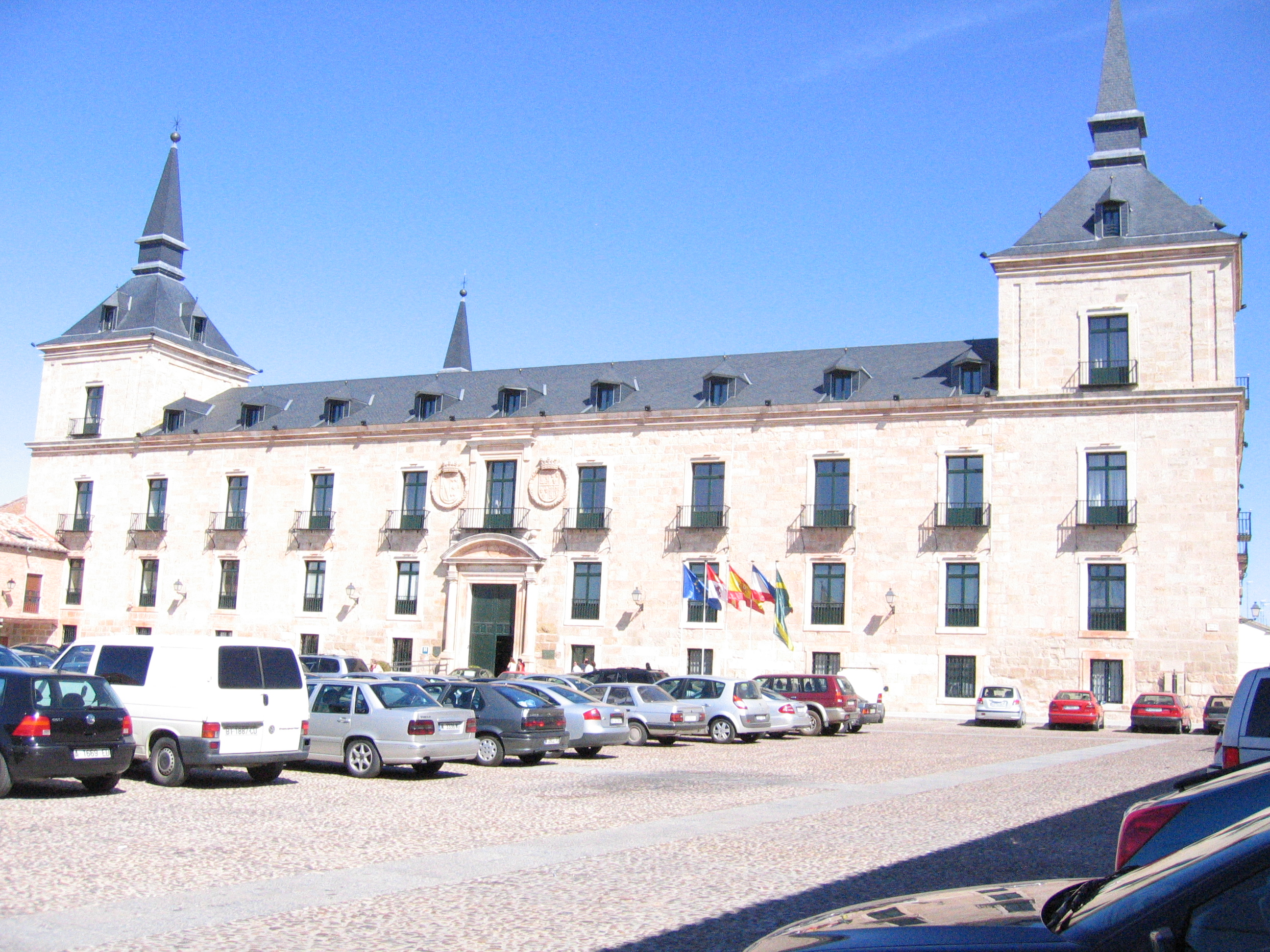
Palau ducal de Lerma

- Avellanosa de Muñó (3)
- Cebrecos
- Ciadoncha
- Cilleruelo de Abajo
- Cilleruelo de Arriba
- Ciruelos de Cervera (1)
- Covarrubias (1)
- Cuevas de San Clemente
- Espinosa de Cervera
- Fontioso
- Hortigüela
- Iglesiarrubia
- Lerma (6)
- Madrigal del Monte (1)
- Madrigalejo del Monte (1)
- Mahamud
- Mazuela
- Mecerreyes
- Nebreda
- Olmillos de Muñó
- Peral de Arlanza
- Presencio
- Puentedura
- Quintanilla de la Mata
- Quintanilla del Coco (1)
- Quintanilla del Agua y Tordueles
- Retuerta
- Royuela de Río Franco (1)
- Ruyales del Agua
- Santa Cecilia
- Santa Inés
- Santa María del Campo
- Santibáñez del Val (1)
- Santo Domingo de Silos
- Solarana
- Tejada
- Tordómar
- Torrecilla del Monte
- Torrepadre
- Valdorros
- Villafruela
- Villahoz
- Villalmanzo
- Villamayor de los Montes
- Villangómez (2)
- Villaverde del Monte (1)
- Zael